# Dennenrode (flatgebouw)
Dennenrode was een flatgebouw in Amsterdam-Zuidoost, genoemd naar een boerderij in Grubbenvorst in Limburg. 

## Geschiedenis
Dennenrode werd begin jaren 70 opgeleverd als een van de honingraatvormige flats in de Bijlmermeer. Daar stond de flat in de F-D-buurt, gekoppeld aan Frissenstein. Met uitzondering van het aan  Florijn gekoppelde Develstein bestonden de D-flats uit een klein noordelijk en een groot zuidelijk gedeelte, die via een loopbrug met elkaar waren verbonden. De appartementen in Dennenrode waren genummerd 1-942, iedere verdieping een nieuw honderdtal. Het was de op een na grootste D-flat. De grootste verschillen met de F-flats waren de roze gevels bovenop portiek 1/A, de dubbele liften verdeeld over de even en oneven verdiepingen, de afwijkende toegang tot de trapportalen en een ander type parkeergarage.
In de jaren '80 en '90 werd Dennenrode geleidelijk opgeknapt met schilderbeurten en het aanbrengen van afsluitbare deuren. Na de vliegramp van 4 oktober 1992 werd besloten om de Bijlmermeer ingrijpend te veranderen. Dat hield in dat veel flats werden vervangen door laagbouw. Dennenrode kwam in de jaren 00 aan de beurt; eerst volgde Groot-Dennenrode, daarna het gedeelte met portiek 2/B. Het voorstuk leek niet te worden afgebroken, maar werd in 2010 toch nog gesloopt. Ook Develstein werd gesloopt, waardoor alleen Daalwijk nog over is als D-flat.
In 2012 werden er op de oude plaats van Dennenrode en Develstein een aantal studentenwoningen opgeleverd, naar het voorbeeld van onder meer de H.J.E. Wenckebachweg bij de Bijlmerbajes.

## In de media
- Midden jaren 00 werden er in Dennenrode opnamen gemaakt voor de film Bolletjes Blues.